# Nowa Wieś (Nowy Sącz)
Pour les articles homonymes, voir Nowa Wieś.
Nowa Wieś est une localité polonaise de la gmina de Łabowa, située dans le powiat de Nowy Sącz en voïvodie de Petite-Pologne.